# Thập bát La hán

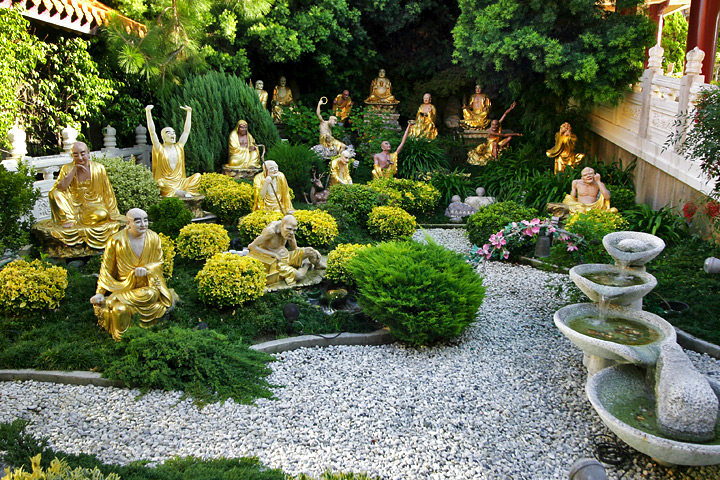
Tượng 18 vị La hán tại chùa Tây Lai, California (Hoa Kỳ).

Thập bát La hán (chữ Hán: 十八羅漢) là danh xưng được dùng trong các giai thoại về các vị A-la-hán trong Phật giáo Đại thừa. Hình tượng 18 vị La hán là một chủ đề phổ biến trong nghệ thuật Phật giáo, ảnh hưởng lớn nhất tại Trung Quốc và Việt Nam.

## Khái lược

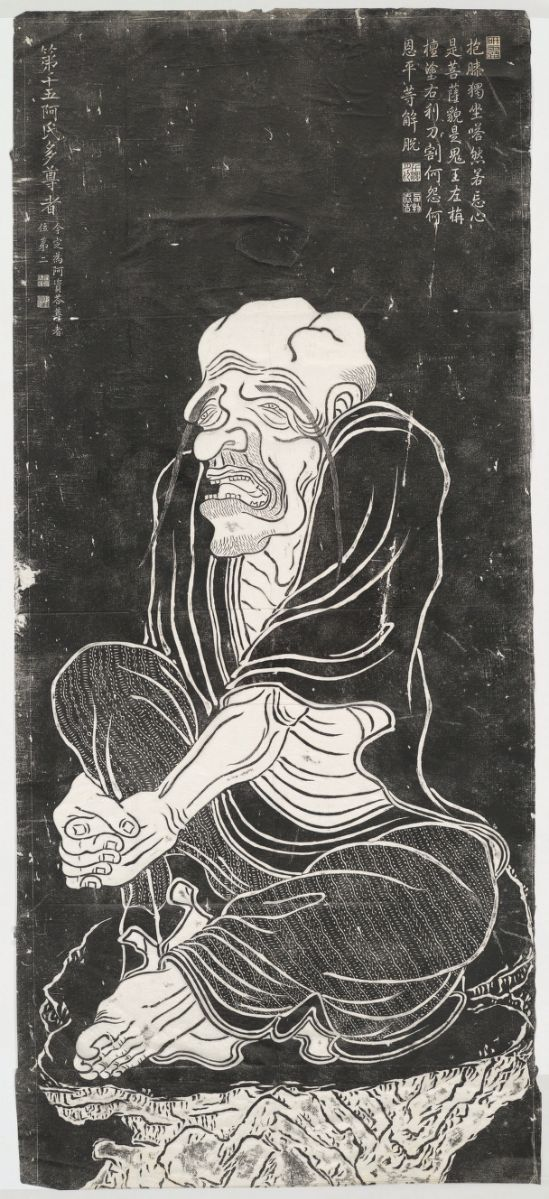
Một bức họa vẽ hình tượng La hán Asita thời nhà Thanh. Góc trên bên phải là lời đề được cho là của hoàng đế Càn Long.

Trong kinh điển Phật giáo sơ kỳ, trong một số kinh văn có ghi chép lại lớn tán dương của Thích-ca Mâu-ni về một số đệ tử Thanh văn nổi bật những khía cạnh vượt trội. Một số được công nhận đã đắc quả vị A-la-hán. Sau khi Phật nhập diệt, số lượng A-la-hán được ghi nhận trong Đại hội kết tập lần thứ nhất là 500 người, nhưng chỉ có vài vị chủ chốt được nhắc tên, vẫn thể hiện vai trò bình đẳng trong Tăng đoàn.
Danh vị của 4 vị La hán cao đệ được nhắc đến đầu tiên qua các kinh văn Đại thừa, gồm Pindola, Kundadhana, Panthaka và Nakula, tương truyền được Phật di chúc truyền bá đạo pháp trong nhân gian, trong khi chờ đợi sự ra đời của Di lặc. Sự xuất hiện sớm nhất của các vị La hán tại Trung Quốc có thể từ thế kỷ IV, chủ yếu tập trung vào Pindola, người đã được mô tả trong sách Thỉnh Tân-đầu-lư pháp (請賓度羅法).
Về sau, số lượng La hán tăng dần lên 16, bao gồm cả nhân vật có thật và hư cấu, và được biết đến qua tác phẩm Nandimitrāvadāna (法住記, Pháp trụ ký) của Đại sư người Sri Lanka Nandimitra, được dịch bởi pháp sư Huyền Trang sang chữ Hán, nhờ đó danh tự của 16 vị La hán được ghi nhận. Vì một số lý do nào đó, tên của một trong những vị La hán đầu tiên, Kundadhana đã không còn xuất hiện trong danh sách này.
Vào khoảng thời kỳ cuối Đường mạt và đầu Ngũ đại Thập quốc, thêm 2 vị La hán nữa được thêm vào danh sách này để tăng lên thành 18 vị. Do điều này, hình tượng 18 La hán phổ biến tại Trung Quốc, ảnh hưởng đến cả Việt Nam, có nhiều dị bản. Ở Nhật Bản và Tây Tạng, vẫn tiếp tục phối vị 16 La hán.

## Trong nghệ thuật
Không có tài liệu nào mô tả hình dạng các vị La hán trông giống như họ thực sự tồn tại, đặc biệt để chứng minh rằng hình tượng của họ giống như những mô tả trong nghệ thuật Trung Quốc. Những hình tượng La hán đầu tiên được vẽ bởi Thiền sư Quán Hưu vào năm 891, lúc đó đang cư trú ở Thành Đô. Có truyền thuyết kể rằng các vị La hán biết Quán Hưu là một họa sư tài ba, vì vậy họ đã xuất hiện trong giấc mơ của ông để yêu cầu ông vẽ chân dung của họ.
Các bức tranh mô tả các vị La hán là người nước ngoài có lông mày rậm, đôi mắt lớn, má gồ và mũi cao. Hình tượng các vị La hán đặt trong phong cảnh theo phong cách nghệ thuật Trung Quốc cổ đại, với nền là những cây thông và đá. Trong những bức họa, các vị La hán được khắc họa như những vị sư với trang phục nhếch nhác và lập dị, hình dung nhưng những người lang thang và ăn xin, để làm nổi bật tính chất vứt bỏ những ham muốn trần tục sau lưng. Những hình tượng các vị La hán do Quán Hưu tạo nên đã trở thành hình mẫu cho các họa sư và nghệ nhân đời sau, dù mỗi thời kỳ đều có sự khác biệt đôi chút.

## Danh sách 18 La hán
Theo truyền thống Trung Hoa, 18 vị La hán thường được trình bày theo thứ tự dưới đây, không phân biệt theo thời điểm đắc đạo: Tọa Lộc, Khánh Hỷ, Cử Bát, Thác Tháp, Tĩnh Tọa, Quá Giang, Kị Tượng, Tiếu Sư, Khai Tâm, Tham Thủ, Trầm Tư, Khoái Nhĩ, Bố Đại, Ba Tiêu, Trường Mi, Kháng Môn, Hàng Long và Phục Hổ. Tuy nhiên hình ảnh các tôn giả đại diện lại có sự khác biệt, nhất ở 2 vị trí La hán được bổ sung về sau.
| Danh tự                              | Hình ảnh | Hình tượng điển tích |
| ------------------------------------ | -------- | --- |
| Tọa Lộc La hán                       |          | Ngài tên là Tân-đầu-lô-phả-đọa (Pindolabharadvaja/坐鹿羅漢), xuất thân dòng Bà-la-môn, là một đại thần danh tiếng của vua Ưu Điền. Ngài thích xuất gia nên rời bỏ triều đình vào rừng núi nỗ lực tu tập, sau khi chứng Thánh quả cỡi hươu về triều khuyến hóa vua, nhân đó được tặng danh hiệu La-hán Cỡi Hươu. Nhân một hôm Tôn giả dùng thần thông lấy cái bát quý treo trên cây trụ cao của một trưởng giả, bị Phật quở trách việc biễu diễn thần thông làm mọi người ngộ nhận mục đích tu học Phật pháp. Phật dạy Tôn giả phải vĩnh viễn lưu lại nhân gian để làm phước điền cho chúng sanh, vì thế trong các pháp hội Tôn giả thường làm bậc ứng cúng. Một lần ở thời Ngũ Đại, triều vua Ngô Việt thiết trai, có một Hòa thượng lạ, tướng mạo gầy ốm, lông mày dài bạc trắng bay đến ngồi vào chỗ dành cho khách quý mà ăn uống vui vẻ. Ăn xong Ngài tuyên bố Ngài là Tân-đầu-lô. Dưới thời vua A-dục và vua Lương Võ Đế, Ngài đích thân hiện đến giáo hóa, làm tăng trưởng lòng tin. Thời Đông Tấn ngài Đạo An là bậc cao tăng phiên dịch kinh điển thường lo buồn vì sợ chỗ dịch của mình sai sót. Ngài khấn nguyện xin chư Hiền Thánh hiển lộ thần tích để chứng minh. Tối hôm đó Ngài nằm mộng thấy một vị Hòa thượng lông mày trằng nói: Ta là Tân-đầu-lô ở Ấn Độ, lấy tư cách là một đại A-la-hán, ta bảo chứng những kinh điển ông dịch đều rất chính xác. Tôn giả Tân-đầu-lô là một vị La-hán rất gần gũi nhân gian, Pháp Trụ Ký xếp Ngài là vị La-hán thứ nhất, thường cùng 1.000 vị La-hán trụ ở Tây Ngưu Hạ Châu.                                                                                     |
| Khánh Hỷ La hán                      |          | Ngài tên là Ca-nặc-ca-phạt-tha (Kanakavatsa/喜慶羅漢), còn gọi là Yết-nặc-ca-phược-sa. Đức Phật thường khen Ngài là vị La-hán phân biệt thị phi rõ ràng nhất. Khi chưa xuất gia Ngài là người rất tuân thủ khuôn phép, giữ gìn từ lời nói đến hành động, một ý nghĩ xấu cũng không cho phát khởi. Sau khi xuất gia, Ngài càng nỗ lực tinh tấn tu tập, nhờ thiện căn sâu dày Ngài chứng quả A-la-hán rất mau. Ngài thường đi du hóa khắp nơi với gương mặt tươi vui và dùng biện tài thuyết pháp để chiêu phục chúng sanh. Thấy mọi người thường vô ý tạo nhiều nghiệp ác hằng ngày, tương lai bị quả khổ địa ngục nên khi thuyết pháp Ngài thường xiển hình giáo lý nhân quả thiện ác, giúp chúng sanh phân biệt rõ ràng để sửa đổi. Một lần nọ đi ngang qua thôn trang, thấy một gia đình đang giết vô số trâu dê gà vịt để làm lễ mừng thọ. Ngài ghé lại, thuyết giảng một hồi về phương pháp chúc thọ, về cách mừng sinh nhật là ngày khó khăn khổ nhọc của mẹ, nên phận làm con không được ăn uống vui chơi, trái lại nên tịnh tâm suy niệm ân đức cha mẹ, quyết chí tu tập thành tựu đạo nghiệp. Bằng cách giảng dạy chân thật, Tôn giả suốt đời như ngọn hải đăng đem ánh sáng Phật pháp soi rọi nhân sinh. Theo Pháp Trụ Ký, Ngài là vị La-hán thứ hai, thường cùng 500 vị La-hán trụ tại nước Ca-thấp-di-la (Kashmir). |
| Cử Bát La hán                        |          | Tên của Ngài là Ca-nặc-ca-bạt-ly-đọa-xà (Kanakabharadvaja/舉缽羅漢). Ngài là vị Đại đệ tử được đức Phật giao phó giáo hóa vùng Đông Thắng Thần Châu. Quốc vương nước Tăng-già-la ở Nam Hải không tin Phật pháp, Tôn giả Ca-nặc-ca tìm cách hóa độ. Một sớm mai, khi đang cầm gương soi mặt, quốc vương giật mình kinh sợ vì trong gương không có mặt mình mà có hình dàng vị đại sĩ Bạch Y. Đây là do phép thần biến của Tôn giả. Theo lời khuyên của quần thần, nhà vua cho tạc tượng Bồ-tát Quan Thế Âm để thờ phụng và từ đó hết lòng tin Phật. Ngài Huyền Trang khi sang Ấn Độ, trụ tại chùa Na-lan-đà nghe kể câu chuyện sau: Sau khi đức Phật Niết-bàn vài trăm năm sau, quốc vương nước Ma-kiệt-đà làm lễ lạc thành ngôi chùa Đại Phật, thỉnh mấy ngàn vị Hòa thượng đến cúng dường. Khi mọi người bắt đầu thọ trai, bỗng nhiên có hai vị Hòa thượng từ không trung bay xuống. Cả hội chúng kinh ngạc, vua hỏi lai lịch thì một vị xưng là Tân-đầu-lô ở Tây-cù-đa-ni châu, một vị xưng là Ca-nặc-ca ở Đông Thắng Thần Châu. Vua vui mừng thỉnh hai Tôn giả chứng minh trai phạn. Thọ trai xong, hai vị cười nói: Này các vị, 16 La-hán chúng tôi sẽ mãi mãi lưu lại thế gian, cùng tu tập với tất cả Phật tử chí thành đời sau. Tôn giả Ca-nặc-ca thường mang một cái bát sắt bên mình khi du hành khất thực, nên được gọi là La-hán Cử Bát. Theo Pháp Trụ Ký ngài là vị La-hán thứ ba, thường cùng 600 vị A-la-hán trú tại Đông Thắng Thần Châu. |
| Thác Tháp La hán                     |          | Tôn giả Tô-tần-đà (Subinda/托塔羅漢) nâng bảo tháp Xá lợi Phật. Tên của Ngài là Tô-tần-đà (Subinda). Thường ngày, Ngài tu tập rất tinh nghiêm, giúp người nhiệt tình nhưng ít thích nói chuyện. Tôn giả ít khi đi theo đức Phật ra ngoài, Ngài chỉ ở yên nơi tịnh xá đọc sách hoặc quét sân. Có người phê bình cách nói chuyện của Ngài không hay, đức Phật biết được an ủi: Này Tô-tần-đà! Nói chuyện hay hoặc dở không liên quan gì đến vấn đề giác ngộ. Mọi người chỉ cần y theo lời ta dạy mà thực hành, dù không nói câu nào cũng thành tựu sự giải thoát. Đúng thật là Tôn giả hiếm khi lãng phí thời gian vào việc tán gẫu, chỉ dành trọn thời gian tọa thiền nên chứng quả A-la-hán rất sớm. Đương thời vua nước Án-đạt-la muốn xây dựng một tịnh xá u tịch tại núi Hắc Phong, nhưng tìm không ra những tảng đá lớn. Tôn giả chỉ cần vận thần thông trong một đêm, mang đến vô số đá rất lớn từ bên kia sông Hằng. Quốc vương lại muốn tạo một pho tượng thật lớn bằng vàng tôn trí trong tịnh xá nhưng kho lẫm quốc gia không đủ cung ứng. Tôn giả chỉ cần nhỏ vài giọt nước xuống mấy phiến đá, chúng đều biến thành vàng. Quốc vương vui mừng gọi thợ giỏi nhất, đến lấy vàng đúc tượng để nhân dân chiêm lễ. Năm trăm năm sau Phật diệt độ, Tôn giả nhiều lần hiện thân tại nước Kiện-đà-la để giáo hóa. Hình tượng Ngài được tạo với bảo tháp thu nhỏ trên tay, tháp là nơi thờ xá-lợi Phật, giữ tháp bên mình là giữ mạng mạch Phật pháp, vì thế Ngài được gọi là La-hán Nâng Tháp. Theo Pháp Trụ Ký, ngài Tô-tần-đà là vị La-hán thứ tư, thường cùng 700 vị A-la-hán phần nhiều trụ ở Bắc Câu Lô Châu. |
| Tĩnh Tọa La hán                      |          | Tên của Ngài là Nặc-cù-la (Nakula/靜坐羅漢). Trên vách hang thứ 76 của động Đôn Hoàng có vẽ hình tượng Ngài ngồi kiết già trên phiến đá. Theo truyền thuyết, Ngài thuộc gia cấp Sát-đế-lợi sức mạnh vô song, đời sống chỉ biết có chiến tranh chém giết. Khi theo Phật xuất gia, Ngài đạt quả A-la-hán trong tư thế tĩnh tọa. Đương thời của Tôn giả, có ngoại đạo Uất-đầu-lam-tử, công phu thiền định cao, từng biện bác với hy vọng chinh phục Tôn giả theo pháp thuật của mình. Nhưng với niềm tin chân chánh, Tôn giả khẳng định rằng chỉ có công phu tọa thiền, quán chiếu bằng trí tuệ, sức nhẫn nhục bền bỉ, nghiêm trì tịnh giới mới đạt được định lực không thối chuyển. Pháp tu luyện ngoại đạo chỉ được định lực tạm thời, không thể an trú vĩnh viễn trong pháp giải thoát, khi gặp cảnh bên ngoài quấy nhiễu sẽ bị hủy hoại. Sau này quả nhiên Uất-đầu-lam-tử thọ hưởng sự cúng dường nồng hậu vua nước Ma-kiệt-đà, vì khởi vọng tâm mà toàn bộ công phu tiêu tán, sau khi chết lại rơi vào địa ngục. Tôn giả Nặc-cù-la dùng thiên nhãn thấy rõ điều ấy, một lần nữa cảnh giác với vua Ma-kiệt-đà: Đó chính là pháp tu không rốt ráo của ngoại đạo, những phiền não căn bản của con người chưa được diệt trừ hết. Vua nghe Tôn giả giải thích mới hiểu được Phật pháp chân chánh đáng quý, phát khởi niềm tin nơi Tôn giả. Theo Pháp Trụ Ký, Tôn giả Nặc-cù-la được xếp vào vị trí La-hán thứ năm, Ngài thường cùng 800 vị A-la-hán trụ ở Nam Chiêm Bộ Châu. |
| Quá Giang La hán                     |          | Tên của Ngài là Bạt-đà-la (Bhadra/過江羅漢). Bạt-đà-la còn gọi là Hiền, vì mẹ Ngài hạ sanh Ngài dưới cây Bạt-đà, tức là cây Hiền. Theo truyền thuyết, Tôn giả rất thích tắm rửa, mỗi ngày tắm từ một lần đến mười lần, và như vậy rất mất thời gian đồng thời trễ nải công việc. Chẳng hạn khi mọi người thọ trai, Ngài lại đi tắm, khi lên ăn thì cơm rau đã hết. Nhiều buổi tối, Ngài lén đi tắm khi mọi đang tọa thiền. Thậm chí ngủ giữa đêm cũng thức dậy đi tắm, có khi một đêm tắm năm, sáu lần ! Việc này đến tai đức Phật, Thế Tôn kêu Tôn giả đến bên, chỉ dạy cách tắm rửa thiết thực, nghĩa là ngoài việc tẩy rửa thân thể còn phải tẩy rửa cấu uế trong tâm, gột sạch các tham sân phiền não để cả thân tâm đều thanh tịnh. Tiếp nhận lời Phật dạy, Tôn giả hành trì theo ý nghĩa đích thực của việc tắm rửa, siêng năng gột rửa tâm nên chẳng bao lâu chứng quả A-la-hán. Từ đó tắm rửa là một pháp tu hữu dụng thiết thực mà Tôn giả thường khuyên dạy mọi người. Các tự viện Trung Hoa thường thờ hình tượng Ngài trong nhà tắm để nhắc nhở ý nghĩa phản tỉnh tư duy. Tôn giả cũng thường dong thuyền đi hoằng hóa các quần đảo của miền đông Ấn Độ như Chà Và nên được mang tên La-hán Quá Giang. Theo Pháp Trụ Ký, Ngài là vị La-hán thứ sáu, thường cùng 900 vị A-la-hán trụ tại Đam-một-la-châu. |
| Kỵ Tượng La hán hay Phất Trần La hán |          | Tên của Ngài là Ca-lý-ca (Kalika/騎象羅漢/拂塵羅漢), trước khi xuất gia làm nghề quản tượng (huấn luyện voi). Khi Tôn giả chứng quả A-la-hán, đức Phật bảo Ngài nên ở tại quê hương mình (Tích Lan) để ủng hộ Phật pháp. Phật đến Tích Lan thuyết kinh Lăng Già, Tôn giả cũng là một trong số đệ tử đi theo. Đức Phật sắp rời đảo, vua Dạ-xoa cung thỉnh đức Phật để lại một kỷ niệm tại đảo để làm niềm tin cho hậu thế. Thế Tôn ấn dấu chân của mình trên một ngọn núi, nơi đó trở thánh Phật Túc Sơn, và bảo tôn giả Ca-lý-ca gìn giữ thánh tích này. Phật Túc Sơn nổi tiếng khắp nơi, mọi người đua nhau chiêm lễ. Trải qua thời gian nó bị chìm vào quên lãng, con đường dẫn lên núi bị cỏ hoang phủ kín. Trong dịp vua Tích Lan là Đạt-mà-ni-a-ba-á bị kẻ địch rượt đuổi nên chạy trốn vào hang núi, Tôn giả hóa thành một con nai hoa rất đẹp dụ dẫn nhà vua lên núi để hiển lộ lại dấu chân Phật. Sau nhiều triều đại kế tiếp, Phật Túc Sơn lại không người viếng thăm. Tôn giả một phen nữa hóa thành thiếu nữ bẻ trộm hoa trong vườn của vua. Khi bị bắt, thiếu nữ chỉ tay lên ngọn núi phủ sương mờ, bảo rằng mình hái hoa cúng Phật ở trên ấy. Phật Túc Sơn từ đó khắc sâu hình ảnh trong lòng người, mỗi năm đến ngày 15 tháng 3 âm lịch, quần chúng kéo nhau đi lễ bái thành tích rằm rộ không ngớt. Theo Pháp Trụ Ký, Tôn giả Ca-lý-ca là vị La-hán thứ bảy, cùng với 1.000 vị A-la-hán luôn thường trụ tại Tăng Già Trà Châu (Tích Lan). |
| Tiếu Sư La hán                       |          | Tên của Ngài là Phạt-xà-la-phất-đa-la (Vajraputra/笑獅羅漢). Tương truyền khi còn ở thế tục, Ngài làm nghề thợ săn, thể lực rất tráng kiện, một tay có thể nâng một con voi, hoặc nắm một con sư tử ném xa hơn 10 mét. Mỗi khi muông thú chạm mặt Ngài, chúng đều hoảng sợ lánh xa. Sau khi xuất gia, Ngài nỗ lực tu tập, chứng quả La-hán. Lại có một con sư tử thường quấn quít bên Ngài, do đó Ngài biệt hiệu La-hán Đùa Sư Tử. Về phía Bắc tịnh xá Trúc Lâm có ao Ca-lan-đà, nước trong mát có thể trị lành được nhiều bệnh, đức Phật vẫn thường đến đó thuyết pháp. Sau khi Phật diệt độ, nước ao bỗng khô cạn, ngoại đạo bèn phao tin rằng Phật pháp đã suy vi. Tôn giả Phạt-xà-la-phất-đa-la từ châu Bát-thích-noa bay đến, lấy tay chỉ xuống ao, lập tức nước đầy trở lại. Tôn giả bảo mọi người rằng: Nước ao cạn khô vì mọi người không có niềm tin kiên cố nơi Phật pháp. Nếu tất cả đều vâng lời Phật dạy, một lòng tin thọ phụng hành như khi Phật còn tại thế thì tôi bảo đảm nước trong ao sẽ không bao giờ cạn khô. Mọi người nghe Tôn giả nói, ngưỡng vọng uy thần và nhiệt tâm hộ trì Phật pháp của Tôn giả nên phát khởi lòng tin Tam bảo. Từ đó nước ao luôn trong xanh và tràn đầy. Qua câu chuyện trên chúng ta có thể thấy các bậc La-hán luôn ở tại nhân gian để xiển dương pháp Phật. Theo Pháp Trụ Ký. Ngài là vị La-hán thứ tám, thường cùng 1.100 vị La-hán trụ ở châu Bát-thích-noa. |
| Khai Tâm La hán                      |          | Hình tượng vạch áo bày ngực để hiển lộ tâm Phật. Ngài tên là Thú-bác-ca (Jivaka/開心羅漢). Thú-bác-ca vốn là một Bà-la-môn nổi danh, nghe nói thân Phật cao một trượng sáu, Thú-bác-ca không tin nên chặt một cây trúc dài đúng một trượng sáu để đích thân đo Phật. Lạ thay, dù đo bất cứ cách nào, thân Phật vẫn cao hơn một chút. Thú-bác-ca tìm một cây thang dài rồi leo lên thang đo lại, kết quả cũng vậy. Đo đến mười mấy lần, không còn cây thang nào dài hơn mà thân Phật vẫn cao hơn. Lúc này ông thiệt tình khâm phục và xin quy y làm đệ tử. Sau khi xuất gia, trải qua bảy năm khổ hạnh, Ngài chứng quả A-la-hán, vì muốn kỷ niệm nhân duyên đo Phật mà xuất gia ngộ đạo. Ngài lấy cây sào lúc trước, đi đến chỗ cũ nói: Nếu Phật pháp là chân lý ngàn đời thì xin cây sào này mọc lại và sinh trưởng ở đây. Nói xong, Ngài cắm cây sào xuống đất. Cây sào bỗng nẩy chồi ra lá. Thời gian sau từ chỗ đó mọc lên một rừng trúc tốt tươi lan rộng cả vùng, người ta gọi nơi ấy là Trượng Lâm. Quần chúng Phật tử kéo đến chiêm bái chứng tích mầu nhiệm cây gậy đo Phật. Nơi đây rừng núi khô cằn hoang dã, thiếu nước uống nghiêm trọng, tôn giả Thú-bác-ca liền vận thần thông biến ra hai suối nước một nóng, một lạnh để mọi người tha hồ sử dụng. Hai suối này nằm cách mười dặm về phía Tây Nam của Trượng Lâm. Dân chúng vùng này mãi nhớ ơn đức của Tôn giả. Theo Pháp Trụ Ký, Ngài Thú-bác-ca là vị La-hán thứ chín, thường cùng 900 vị La-hán trụ trong núi Hương Túy. |
| Thám Thủ La hán                      |          | Hình tượng đưa hai tay lên rất sảng khoái của một vị La-hán sau cơn thiền định. Ngài tên là Bán-thác-ca (Panthaka/探手羅漢), Trung Hoa dịch là Đại lộ biên sanh. Ngài là anh của Châu-lợi-bàn-đặc. Tương truyền hai anh em đều sanh ở bên đường, khi mẫu thân trở về quê ngoại sinh nở theo phong tục Ấn Độ. Bán-thác-ca lớn lên là một thanh niên trí thức, nhân mỗi khi theo ông ngoại đi nghe Phật thuyết pháp, bèn có ý định xuất gia. Được gia đình chấp thuận, Ngài gia nhập Tăng đoàn, trở thành một vị Tỳ-kheo tinh tấn dõng mãnh, chẳng bao lâu chứng quả A-la-hán. Nhớ đến em mình là Châu-lợi-bàn-đặc. Ngài trở về hướng dẫn em xuất gia. Rất tiếc, thời gian đầu thấy em mình quá dốt nên Ngài khuyên em hoàn tục. Đó cũng là vì tình thương và trách nhiệm nên Tôn giả đối xử như thế, hoàn toàn không phải giận ghét. Về sau, khi Châu-lợi-bàn-đặc chứng Thánh quả, chính Tôn giả Bán-thác-ca là người mừng hơn ai hết. Cả hai anh em dẫn nhau về pháp đường, đại chúng cảm động tán thán ngợi khen, Đức Phật dạy: Này Bán-thác-ca và Châu-lợi-bàn-đặc, khó ai được như hai anh em các ông, vừa cùng xuất gia học đạo, vừa tận trừ phiền não lậu hoặc, chứng quả A-la-hán. Sau này hai ông nên đồng tâm hiệp lực lưu lại nhân gian để hoằng dương Phật pháp. Hai tôn giả vâng lời Phật nên thường tùy hỷ hóa độ chúng sanh. Theo Pháp Trụ Ký, Tôn giả Bán-thác-ca là vị La-hán thứ mười, Ngài thường cùng 1.100 vị A-la-hán trụ ở Tất-lợi-dương-cù-châu. |
| Trầm Tư La hán                       |          | Ngài tên là La-hầu-la (Rāhula/沉思羅漢) là con của Thái tử Tất Đạt Đa. Sau khi theo Phật xuất gia, nhờ sự giáo dưỡng của Thế Tôn, Ngài bỏ dần tập khí vương giả và thói xấu trêu ghẹo người, nỗ lực tu tập để chứng Thánh quả. Ngài luôn khiêm cung nhẫn nhục, không thích tranh cãi hơn thua, phòng của mình bị người chiếm ở, Ngài lẳng lặng dời vào nhà xí ngủ qua đêm. Đi khất thực bị bọn côn đồ ném đá trúng đầu chảy máu. Ngài lặng lẽ đến bờ suối rửa sạch rồi tự tay băng bó. Tín chủ cúng cho Ngài một tịnh thất, ít lâu sau đòi lại đem cúng người khác, Ngài cũng bình thản dọn ra khỏi phòng. Sau khi chứng quả A-la-hán, Ngài lặng lẽ tu tập. Đức Phật khen tặng Ngài là Mật hạnh đệ nhất và chọn Ngài vào trong số 16 La-hán lưu lại nhân gian. Với đức tánh lặng lẽ, Ngài được tặng danh hiệu La-hán Trầm Tư. Sau Phật diệt độ, vua nước Câu-thi-na không tin Phật pháp, đập phá chùa viện, thiêu hủy kinh tượng, số người xuất gia giảm sút. Có một Hòa thượng ôm bát vào thành khất thực, nhưng cả thành chẳng ai để ý tới, khó khăn lắm Ngài mới gặp một gia đình tin Phật cúng cho bát cháo nóng. Hòa thượng hớp xong miếng cháo thở dài, thí chủ hỏi thăm thì được Hòa thượng kể lại thời Phật còn tại thế, Ngài cũng từng theo Phật đến đây khất thực, lúc ấy nhà nhà tranh nhau cúng dường, khác hẳn ngày nay. Hòa thượng tiết lộ thân thế mình chính là La-hầu-la, mấy trăm năm nay dốc lòng hoằng dương Phật pháp. Theo Pháp Trụ Ký, Ngài là vị La-hán thứ mười một, thường cùng 1.100 vị A-la-hán trụ ở Tất-lợi-dương-cù-châu.                                                              |
| Khoái Nhĩ La hán                     |          | Ngài tên là Na-già-tê-na (Nagasena/挖耳羅漢) hay còn gọi là Na Tiên. Nagasena theo tiếng phạn nghĩa là đội quân của rồng và tượng trưng sức mạnh thiên nhiên. Ngài Na Tiên sinh trưởng ở miền Bắc Ấn là bậc La-hán nổi tiếng về tài biện luận. Đương thời của Ngài gặp lúc vua Di-lan-đà cai trị, nhà vua là người Hy Lạp vốn chuộng biện thuyết. Nghe tiếng tôn giả Na Tiên là bậc bác học đa văn nên nhà vua đích thân phỏng vấn. Cuộc vấn đạo giữa bậc đế vương và bậc Tỳ-kheo thoát tục đã để lại cho chúng ta một tác phẩm bất hủ "Kinh Na Tiên tỳ Kheo", mà cả hai tạng Nam truyền và Bắc truyền đều lưu giữ đến nay. Nhờ sự chỉ dạy của tôn giả Na Tiên mà cuối cùng vua Di-lan-đà trở thành vị quốc vương anh minh hết lòng ủng hộ Phật pháp. Có chỗ nói ngài Na Tiên chuyên tu về nhĩ căn, tranh tượng của Ngài mô tả vị La-hán đang ngoáy tay một cách thú vị. Mọi âm thanh vào tai đều giúp cho tánh nghe hiển lộ, rất thường trụ và rất lợi ích. Từ nhĩ căn viên thông phát triển thiệt căn viên thông, trở lại dùng âm thanh thuyết pháp đưa người vào đạo, đó là ý nghĩa hình tượng của tôn giả Na Tiên. Theo Pháp Trụ Ký, Ngài cũng là vị La-hán thứ mười hai, thường cùng 1.200 vị La-hán trụ trong núi Bán-độ-ba. |
| Bố Đại La hán                        |          | Tên của Ngài là Nhân-yết-đà hay Nhân-kiệt-đà (Angada/布袋羅漢). Theo truyền thuyết Ngài là người bắt rắn ở Ấn Độ, xứ này nhiều rắn độc hay cắn chết người. Ngài bắt chúng, bẻ hết những răng nanh độc rồi phóng thích lên núi. Hành động ấy phát xuất bởi lòng từ cao độ, nên Ngài được xem như biểu trưng của từ bi. Sau khi đắc đạo, Ngài thường mang một túi vải bên mình để đựng rắn, cũng trùng hợp như Hòa thượng Bố Đại ở Trung Hoa. Nhân có một người nước Ô-trượng-na muốn tạc tượng Bồ-tát Di-lặc, nhưng chưa được thấy diện mạo Bồ-tát nên không dám làm. Ông lập hương án trong vườn hoa chí thành khấn nguyện, cung thỉnh một vị Hiền Thánh đến để giúp ông. Khấn xong thì có một vị La-hán xuất hiện xưng tên là Nhân-yết-đà, đến đưa ông lên cung trời Đâu-suất để gặp Bồ-tát Di-lặc. Tôn giả đã đưa người này lên cung trời trước sau cả thảy ba lần để chiêm ngưỡng chân tướng trang nghiêm của Bồ-tát. Tượng Bồ-tát tạo xong được bảo tồn tại thủ đô nước Ô-trượng-na, đó là nhớ công ơn của Tôn giả (Rinpoche). La-hán là một bậc bất sinh bất diệt, đến đi tự tại, các Ngài du hóa nhân gian dưới mọi hình thức. La-hán Bố Đại có hình tướng mập mạp, bụng to, túi vải lớn bên mình như là hiện thân của Bồ-tát Di-lặc, trong câu chuyện trên đã có ít nhiều liên hệ. Theo Pháp Trụ Ký, Ngài là vị La-hán thứ mười ba, thường cùng 1.300 vị A-la-hán trụ trong núi Quảng Hiếp. |
| Ba Tiêu La hán                       |          | Tên của Ngài là Phạt-na-bà-tư (Vanavàsin/芭蕉羅漢). Theo truyền thuyết khi mẹ Ngài vào rừng viếng cảnh, mưa to dữ dội và bà hạ sanh Ngài trong lúc ấy. Sau khi xuất gia với Phật, Ngài thích tu tập trong núi rừng, thường đứng dưới các cây chuối nên còn được gọi là La-hán Ba Tiêu. Có lần, đức Phật hàng phục con yêu trong một cái đầm sâu. Cảm phục ân đức của Phật, yêu long xin Ngài lưu lại chỗ của mình để được gần gũi cúng dường. Phật dạy Ngài không thể ở một nơi lâu, nên cử năm vị Đại A-la-hán đến, đó là các vị Xá-lợi-phất, Mục-kiền-liên, Nhân-kiệt-đà, Tô-tần-đà và Phạt-na-bà-tư. Khi tôn giả Phạt-na-bà-tư đến tiếp nhận lễ vật cúng dường, Ngài thường thích tọa thiền trên phiến đá lớn bên cạnh đầm, khi thì ngồi suốt tuần, lúc ngồi cả nửa tháng. Theo lời phó chúc của đức Phật, Tôn giả lưu tâm hóa độ vua Ca-nị-sắc-ca. Nhân dịp nhà vua đi săn, Tôn giả hóa làm con thỏ trắng dẫn đường cho vua đến gặp một mục đồng đang lấy bùn đất nặn tháp Phật. Mục đồng nói rằng Phật thọ ký 400 năm sau vua Ca-nị-sắc-ca sẽ xây tháp thờ Phật tại đây. Mục đồng ấy cũng chính là Phạt-na-bà-tư hóa hiện. Từ đó, vua trở nên bậc đại quân vương hoằng dương Phật pháp, xây chùa tháp tự viện, ủng hộ cúng dường Tăng chúng, tổ chức kiết lập kinh điển Phật giáo lần thứ tư tại thủ đô Ca-thấp-di-la. Tất cả những thành tựu này đều nhờ thâm ân giáo hóa của tôn giả Phạt-na-bà-tư. Theo Pháp Trụ Ký, tôn giả Phạt-na-bà-tư là vị La-hán thứ mười bốn, ngài và 1.400 vị La-hán thường ở trong núi Khả Trụ.                                                                                     |
| Trường Mi La hán                     |          | Tên của Ngài là A-thị-đa (Ajita/長眉羅漢) thuộc dòng Bà-la-môn nước Xá-vệ. Theo truyền thuyết khi Ngài mới sanh ra đã có lông mày dài rủ xuống, điều báo hiệu kiếp trước Ngài là một nhà sư. Sau khi theo Phật xuất gia, Ngài phát triển thiền quán và chứng A-la-hán. Ngài cũng là một trong những thị giả Phật, khi chứng quả xong vẫn thường du hóa trong dân gian. Một hôm đến nước Đạt-ma-tất-thiết-đế, nhân dân nước này không tin Phật pháp, chỉ thờ quỷ thần sông núi. Thái tử nước này bệnh nặng, vua cho mời danh y trị bệnh và thỉnh giáo các nhà tu ngoại đạo. Các vị ấy bảo: "Đại vương chớ lo, bệnh của Thái tử không cần uống thuốc cũng khỏi." Khi gặp Tôn giả A-thị-đa, vua hỏi thử thì Tôn giả bảo rằng bệnh không qua khỏi. Vua rất tức giận bỏ đi. Một tuần sau, Thái tử chết thật, vua tạm thời không tổ chức tang lễ, ngày hôm sau vua đi gặp tôn giả A-thị-đa, Ngài chia buồn với vua, còn vua khi gặp các ngoại đạo thì lại nghe chúc mừng Thái tử hết bệnh. Điều này chứng tỏ các ngoại đạo không có dự kiến đúng đắn. Nhà vua từ đó quy ngưỡng Phật pháp. Nhờ sự hoằng dương của Tôn giả mà Phật pháp hưng thịnh ở nước này. Đã hơn 2.000 năm, nhưng tại Ấn Độ vẫn còn tin rằng tôn giả A-thị-đa còn đang trị bệnh cho người hay tọa thiền trên núi. Pháp Trụ Ký xếp Ngài là vị La-hán thứ mười lăm, thường cùng 1.500 A-la-hán trụ trong Linh Thứu Sơn. |
| Kháng Môn La hán                     |          | Tên của Ngài là Chú-trà-bán-thác-ca, hay Châu-lợi-bàn-đặc (Cullapatka/看門羅漢). Truyền thuyết Phật giáo nhắc đến Ngài như một tấm gương cần cù nhẫn nại. Vì không thông minh như anh nên khi xuất gia Ngài không tiếp thu được Phật pháp, kể cả xếp chân ngồi thiền cũng không xong. Về sau được sự chỉ dạy lân mẫn của Thế Tôn, Ngài thực hành pháp môn quét rác với cây chổi trên tay. Nhờ sự kiên trì, dốc tâm thực hành lời dạy của Phật, quét sạch mọi cấu uế bên trong lẫn bên ngoài, Ngài đã chứng Thánh quả. Một hôm đại thần Kỳ-bà thành Vương Xá thỉnh Phật và các vị A-la-hán đến nhà thọ trai. Tôn giả Bán-thác-ca không biết em mình đã chứng quả nên không phát thẻ tham dự. Đến khi chuẩn bị thọ trai, Phật bảo Bán-thác-ca về tịnh xá xem có sót người nào. Tôn giả về Trúc Lâm thì thấy cả ngàn vị Hòa thượng đang tọa thiền rải rác trong vườn. Ngạc nhiên và dùng thiên nhãn quán sát, mới vỡ lẽ ra đó là trò đùa của em mình, Tôn giả mừng rỡ xúc động, tán thán công phu của Châu-lợi-bàn-đặc. Theo truyền thuyết, khi đi khất thực Tôn giả gõ cửa một nhà nọ và làm ngã cánh cửa cũ hư. Điều này cũng gây bối rối! Về sau, Phật trao cho Tôn giả một cây gậy có treo những chiếc chuông nhỏ để khỏi phải gõ cửa nhà người. Nếu chủ nhân muốn bố thí thì sẽ bước ra khi nghe tiếng chuông rung. Cây gậy gõ cửa trở thành biểu tượng của Tôn giả, và là hình ảnh quen thuộc trong sinh hoạt Phật giáo. Theo Pháp Trụ Ký, Tôn giả là vị La-hán thứ mười sáu, cùng với 1.600 vị A-la-hán thưòng trụ tại núi Trì Trục.                                                                              |
| Hàng Long La hán                     |          | Ngài tên là Nan-đề-mật-đa-la (Nandimitra/降龍羅漢), Trung hoa dịch Khánh Hữu, ra đời sau Phật diệt độ 800 năm, cư trú tại nước Sư Tử. Ngài là vị Đại La-hán thần thông quảng đại, đạo hạnh trang nghiêm. Tương truyền có một lần cả đảo Sư Tử bị Long Vương dâng nước nhận chìm, Tôn giả ra tay hàng phục rồng nọ và được tặng hiệu La-hán Hàng Long. Khi Ngài sắp thị tịch, mọi người buồn thương lo sợ vì thế gian sẽ không còn bậc La-hán. Ngài cho biết có 16 vị La-hán vâng lệnh Phật lưu trụ cõi Ta-bà để ủng hộ Phật pháp. Lời dạy của Ngài được ghi chép thành bộ "Pháp Trụ Ký". Nói "Pháp Trụ Ký" xong, tôn giả Khánh Hữu bay lên không trung hóa hiện vô số thần biến, rồi dùng chơn hỏa tam-muội thiêu thân. Xá-lợi ngũ sắc rơi xuống như mưa, mọi người tranh nhau lượm mang về tôn thờ cúng dường. Tuy đã thiêu thân, nhưng Tôn giả không rời nước Sư Tử, Ngài bay về động đá trên núi để tọa thiền. Thời gian thoáng chốc đã hơn 400 năm, khi Tôn giả xuất định, Ngài ôm bát xuống núi khất thực thì thấy phong cảnh đã đổi khác. Ngài nhẫm tính lại và khám phá ra mình đã toạ thiền hơn 400 năm bèn bật cười ha hả. Sau đó Ngài thường xuất hiện khắp nơi, khi thì trì bát, lúc thì giảng kinh... Mọi người vẫn còn tin rằng Ngài vĩnh viễn không rời thế gian mà luôn luôn cùng 16 vị La-hán kia tiếp tục hoằng hóa. *Dị Bản: Tôn giả Nan-đề-mật-đa-la là vị La-hán thứ 17, do mọi người tưởng nhớ công ơn ngài nói ra Pháp Trụ Ký. |
| Phục Hổ La hán                       |          | Tên của ngài là Đạt-ma-đa-la (Dharmatrata/伏虎羅漢), người ở núi Hạ Lan tỉnh Cam Túc. Thuở nhỏ Đạt-ma-đa-la đến chùa, rất thích chiêm ngưỡng hình tượng 16 vị La-hán thờ trong điện. Sư phụ cũng hay kể cho cậu bé nghe những chuyện thần kỳ của các vị La-hán, dần dần trong tánh linh trẻ thơ in đậm hình ảnh các Ngài, thậm chí khi ngủ cũng mơ thấy. Một hôm trong khi chiêm lễ, Đạt-ma-đa-la bỗng thấy các hình tượng La-hán cử động, vị thì quơ tay, vị thì chớp mắt như người thật. Ngỡ mình hoa mắt, Đạt-ma-đa-la định thần nhìn kỹ lại, lần này thấy rõ hơn, một số vị còn cười tươi tắn. Từ đó Đạt-ma-đa-la càng thêm siêng năng lễ kỉnh, và ngày nào cũng được chứng kiến các kỳ tích cảm ứng. Đạt-ma-đa-la theo hỏi một vị La-hán cách tu tập để được trở thành La-hán. Ngài chỉ dạy cậu nên siêng năng tọa thiền, xem kinh, làm các việc thiện. Đạt-ma-đa-la phát tâm tu hành, thực hiện lời dạy của bậc La-hán nên chẳng bao lâu chứng quả. Thành một A-la-hán thần thông tự tại. Ngài thường du hóa trong nhân gian, giảng kinh thuyết pháp, gặp tai nạn liền ra tay cứu giúp. Tôn giả ba lần thu phục một con hổ dữ đem nó về núi cho tu, đi đâu thì dẫn theo. Bên cạnh hình tượng Ngài người ta vẽ thêm một con hổ, Ngài thành danh La-hán Phục Hổ. La-hán Hàng Long và La-hán Phục Hổ là hai vị được đưa thêm vào danh sách Thập Lục La-hán, để trở thành một truyền thuyết vĩnh viễn được tôn thờ. |

Trong một số phiên bản, hình tượng La hán Quá Giang được xem là đồng nhất với Bồ-đề-đạt-ma (Bodhidharma) vì ông cũng nổi tiếng với giai thoại qua sông truyền đạo. Một phiên bản khác gán 2 vị La hán Hàng Long, Phục Hổ cho các tôn giả Ca-diếp (Kasyapa) và Quân-đồ-bát-thán (Kundapadhaịiyaka). Một phiên bản xếp vào 2 tôn giả Ca-sa-nha-ba (thường được biết với danh hiệu Ca-diếp) và Nạp-đáp-mật-đáp-lạp (thường được biết với danh hiệu Di-lặc).